# Merlimont
Merlimont és un municipi francès situat al departament del Pas de Calais i a la regió dels Alts de França. L'any 2007 tenia 3.027 habitants.

## Demografia

### Població
El 2007 la població de fet de Merlimont era de 3.027 persones. Hi havia 1.249 famílies de les quals 352 eren unipersonals (133 homes vivint sols i 219 dones vivint soles), 427 parelles sense fills, 384 parelles amb fills i 86 famílies monoparentals amb fills.
La població ha evolucionat segons el següent gràfic:
Habitants censats

### Habitatges
El 2007 hi havia 5.033 habitatges, 1.289 eren l'habitatge principal de la família, 3.601 eren segones residències i 142 estaven desocupats. 2.996 eren cases i 1.836 eren apartaments. Dels 1.289 habitatges principals, 969 estaven ocupats pels seus propietaris, 275 estaven llogats i ocupats pels llogaters i 45 estaven cedits a títol gratuït; 5 tenien una cambra, 85 en tenien dues, 220 en tenien tres, 338 en tenien quatre i 641 en tenien cinc o més. 1.088 habitatges disposaven pel capbaix d'una plaça de pàrquing. A 661 habitatges hi havia un automòbil i a 497 n'hi havia dos o més.

### Piràmide de població
La piràmide de població per edats i sexe el 2009 era:
| Homes | Edats   | Dones |
| ----- | ------- | ----- |
| 0     | 95 o +  | 0     |
| 0     | 90 a 94 | 12    |
| 24    | 85 a 89 | 12    |
| 20    | 80 a 84 | 32    |
| 24    | 75 a 79 | 28    |
| 56    | 70 a 74 | 72    |
| 48    | 65 a 69 | 60    |
| 80    | 60 a 64 | 76    |
| 68    | 55 a 59 | 76    |
| 76    | 50 a 54 | 76    |
| 84    | 45 a 49 | 120   |
| 112   | 40 a 44 | 84    |
| 132   | 35 a 39 | 140   |
| 84    | 30 a 34 | 84    |
| 84    | 25 a 29 | 40    |
| 28    | 20 a 24 | 76    |
| 120   | 15 a 19 | 96    |
| 136   | 10 a 14 | 116   |
| 52    | 5 a 9   | 68    |
| 80    | 0 a 4   | 52    |

## Economia
El 2007 la població en edat de treballar era de 1.968 persones, 1.360 eren actives i 608 eren inactives. De les 1.360 persones actives 1.188 estaven ocupades (625 homes i 563 dones) i 172 estaven aturades (87 homes i 85 dones). De les 608 persones inactives 286 estaven jubilades, 137 estaven estudiant i 185 estaven classificades com a «altres inactius».

### Ingressos
El 2009 a Merlimont hi havia 1.416 unitats fiscals que integraven 3.331,5 persones, la mediana anual d'ingressos fiscals per persona era de 17.915 €.

### Activitats econòmiques
Dels 194 establiments que hi havia el 2007, 4 eren d'empreses alimentàries, 1 d'una empresa de fabricació de material elèctric, 5 d'empreses de fabricació d'altres productes industrials, 36 d'empreses de construcció, 38 d'empreses de comerç i reparació d'automòbils, 4 d'empreses de transport, 25 d'empreses d'hostatgeria i restauració, 5 d'empreses financeres, 22 d'empreses immobiliàries, 23 d'empreses de serveis, 17 d'entitats de l'administració pública i 14 d'empreses classificades com a «altres activitats de serveis».
Dels 63 establiments de servei als particulars que hi havia el 2009, 1 era una gendarmeria, 2 oficines de correu, 4 tallers de reparació d'automòbils i de material agrícola, 1 taller d'inspecció tècnica de vehicles, 2 paletes, 2 guixaires pintors, 4 fusteries, 5 lampisteries, 10 electricistes, 7 empreses de construcció, 3 perruqueries, 13 restaurants, 8 agències immobiliàries i 1 tintoreria.
Dels 19 establiments comercials que hi havia el 2009, 1 era un hipermercat, 1 un supermercat, 1 una gran superfície de material de bricolatge, 2 botiges de menys de 120 m², 5 fleques, 2 carnisseries, 2 peixateries, 1 una peixateria, 3 botigues de roba i 1 una botiga d'electrodomèstics.
L'any 2000 a Merlimont hi havia 7 explotacions agrícoles que ocupaven un total de 30 hectàrees.

## Equipaments sanitaris i escolars
L'únic equipament sanitari que hi havia el 2009 era una farmàcia.
El 2009 hi havia 1 escola maternal i 1 escola elemental.

## Poblacions més properes
El següent diagrama mostra les poblacions més properes.